# Servo
Servo — експериментальний веббраузерний рушій, що розробляється спільно Mozilla та Samsung. Метою проекту є створення високо розпаралелюваного середовища, у якому багато компонентів (таких як рендеринг, форматування, розбір HTML, декодування зображень тощо) виконувалися б в добре ізольованих окремих задачах. Проект має симбіотичні відносини з мовою програмування Rust, на якій він розробляється.
Певних планів з інтеграції Servo в якийсь з наявних продуктів Mozilla, таких як Firefox, не існує.

## Історія
У серпні 2020 року, під час пандемії Covid-19, Mozilla у рамках реструктуризації своєї організації звільнила більшість співробітників команди Servo, разом з командою безпеки і реагування на загрози (англ. threat management security team). Причиною вказана «адаптація фінансових витрат до світу після Covid-19, а також зміщення фокусу організації Mozilla на більш комерційно-орієнтовані послуги».
17 листопада 2020 року Mozilla передали рушій Servo організації Linux Foundation.

## Виноски
1. ↑  Samsung teams up with Mozilla to build browser engine for multicore machines (англ.). Ars Technica. April 2013. Архів оригіналу за 3 вересня 2013. Процитовано 28 вересня 2013.
2. ↑  Rouget, Paul. Servo, a browser engine research project. Архів оригіналу за 15 січня 2013. Процитовано 1 січня 2013. [Архівовано 2013-01-15 у Wayback Machine.]
3. ↑  Mozilla lays off 250 employees while it refocuses on commercial products (англ.). 11 серпня 2020. Архів оригіналу за 19 серпня 2020. Процитовано 17 серпня 2020.
4. ↑  Open Source Web Engine Servo to be Hosted at Linux Foundation. The Linux Fundation (англ.). 17 листопада 2020. Архів оригіналу за 17 листопада 2020. Процитовано 17 листопада 2020. [Архівовано 2020-11-17 у Wayback Machine.]